# Giải vô địch bóng đá nữ châu Âu
Giải vô địch bóng đá nữ châu Âu (tiếng Anh: UEFA Women's Championship hay UEFA Women's Euro) là giải bóng đá chính thức 4 năm một lần giữa các đội tuyển bóng đá nữ châu Âu do Liên đoàn bóng đá châu Âu (UEFA) tổ chức. Giải được tổ chức lần đầu tiên vào năm 1982 và từ năm 1997 được tổ chức 4 năm 1 lần.
Giải đấu tiền thân của Giải vô địch bóng đá nữ châu Âu bắt đầu vào đầu thập niên 1980 với tên gọi UEFA European Competition for Representative Women's Teams (tạm dịch: Giải các đội tuyển đại diện nữ châu Âu của UEFA). Giải được công nhân là giải vô địch châu Âu từ UEFA vào năm 1990. Hai vòng chung kết 1991 và 1995 được sử dụng làm vòng loại Giải vô địch bóng đá nữ thế giới khu vực châu Âu; từ năm 1999, các đội thi đấu vòng loại riêng giống vòng loại của nam.
Từ lần đầu tổ chức cho tới năm 1995 giải có 4 đội tham gia. Giải tăng dần lên thành 8 và 12 đội lần lượt từ các năm 1995 và 2009. Từ năm 2017 giải sẽ có sự góp mặt của 16 đội. Có tất cả tám kì giải vô địch bóng đá nữ châu Âu đã được tổ chức, cộng thêm 3 kì Giải các đội tuyển đại diện nữ châu Âu của UEFA trước đó. Tính đến nay, Đức là quốc gia đoạt chức vô địch nhiều lần nhất với 8 lần lên ngôi.

## Lịch sử
Trong hai năm 1969 và 1979 tại Ý diễn ra các giải vô địch châu Âu không chính thức. Ý lên ngôi ở lần đầu tổ chức còn Đan Mạch vô địch ở giải đấu sau. Vào năm 1980, UEFA quyết định tổ chức giải vô địch nữ châu Âu. Giải đầu tiên kéo dài từ 1982 tới 1984. Đội vô địch đầu tiên là Thụy Điển sau khi đánh bại Anh trong hai lượt trận. 1987 là giải đầu tiên tổ chức tại một địa điểm cố định thay vì thi đấu sân khách – sân nhà. Na Uy tận dụng ưu thế chủ nhà và đánh bại đương kim vô địch Thụy Điển với tỉ số 2–1. Hai năm sau, Tây Đức dù lần đầu vượt qua vòng loại để tham dự vòng chung kết nhưng ngay lập tức lên ngôi sau chiến thắng tại Osnabrück trước Na Uy với tỉ số 4–1.
Ở kì giải tiếp theo giải bắt đầu chính thức có tên gọi UEFA Women's Championship như ngày nay. Tại giải này, đội tuyển Đức trở thành những người đầu tiên bảo vệ thành công chức vô địch sau khi đánh bại Na Uy 3–1 trong hiệp phụ. Giải sau đó vào năm 1993 tại Ý là lần cuối cùng tới nay là lần cuối người Đức không thể đoạt chức vô địch. Na Uy giành danh hiệu thứ hai sau khi vượt qua Ý 1–0. Hai năm sau, Đức bắt đầu giai đoạn thống trị châu Âu với chức vô địch tại Kaiserslautern sau khi đánh bại Thụy Điển 3–2 ở trận đấu cuối cùng.
Tại Euro 1997 tại Na Uy và Thụy Điển, số đội dự VCK được nâng lên 8. Cũng kể từ đây giải cũng không còn giữ tư cách vòng loại Giải vô địch bóng đá nữ thế giới khu vực châu Âu. Đức bảo vệ ngôi vương với chiến thắng 2–0 trước Ý. Tuy nhiên chỉ có 2.221 cổ động viên tới xem trận chung kết, thấp nhất cho một trận chung kết cho tới nay. Vào năm 2001, Euro lần thứ hai được tổ chức tại Đức và là lần đầu tiên xuất hiện bàn thắng vàng do công của Claudia Müller, bàn thắng giúp Đức chiến thắng trước Thụy Điển tại Ulm.
Vòng chung kết thứ 10 tại Phần Lan vào năm 2009 chứng kiến số đội được nâng lên 12. Đức lập kỷ lục chiến thắng cách biệt lớn nhất trong một trận chung kết sau khi hạ Anh 6–2. Kể từ 2017, số đội dự vòng chung kết sẽ là 16 đội.

## Thể thức

### Vòng loại
Để có mặt tại vòng chung kết Giải vô địch bóng đá nữ châu Âu, các đội phải vượt qua vòng loại. Thể thức của vòng loại cũng thay đổi theo thời gian. Tại vòng chung kết năm 2013, vòng loại gồm ba giai đoạn. Đầu tiên, 8 đội tuyển xếp hạng thấp nhất của UEFA được chia thành hai bảng. Hai đội nhất bảng cùng các đội còn lại tạo thành 7 bảng đấu: 3 bảng 6 đội và 4 bảng 5 đội. Các đội thi đấu vòng tròn lượt đi và về. 7 đội nhất và đội nhì xuất sắc nhất vượt qua vòng loại. 6 đội nhì còn lại được bốc thăm chia cặp đá play-off.  Vòng loại năm 2017 chỉ có hai đội nhì kém nhất đá play-off. 8 đội nhất và 6 đội nhì xuất sắc nhất vượt qua vòng loại. Đội chủ nhà được trao suất trực tiếp từ năm 2005. Trước đó, chủ nhà chỉ được chỉ định sau khi các đội dự vòng chung kết được xác định.

### Vòng chung kết
Các đội vượt qua vòng loại được chia thành các nhóm bốc thăm (dựa trên các tiêu chí như chủ nhà, đương kim vô địch, xếp hạng FIFA) để sau đó phân thành các bảng bốn đội. Từ năm 2017 sẽ có 4 bảng bốn đội.
Tại vòng bảng các đội sẽ thi đấu vòng tròn một lượt tính điểm, thắng được ba điểm, hòa được 1 điểm và thua không có điểm nào. Các đội nhất và nhì sẽ đi tiếp vào vòng tứ kết. Vào năm 2009 và 2013 có thêm hai đội thứ ba xuất sắc nhất được quyền đi tiếp. Nếu có nhiều hơn một đội bằng điểm nhau, thứ hạng sẽ được quyết định theo thứ tự ưu tiên: Hiệu số bàn thắng bại, số bàn thắng ghi được,...
Từ vòng tứ kết giải bắt đầu diễn ra theo thể thức loại trực tiếp. Nếu trận đấu hòa sau 90 phút hai đội sẽ bước vào hiệp phụ. Trong khoảng thời gian áp dụng luật bàn thắng vàng nếu đội nào ghi bàn trước trong hiệp phụ sẽ là đội giành chiến thắng. Chỉ có một bàn thắng vàng được đội tuyển Đức ghi trong trận chung kết với Thụy Điển vào năm 2001. Tuy nhiên luật này bị FIFA bãi bỏ từ năm 2004. Nếu hai đội vẫn hòa trong hiệp phụ, trận đấu sẽ bước vào loạt luân lưu 11m để xác định đội giành chiến thắng. Giống như Euro của nam, sẽ không có trận tranh hạng ba dành cho các đội thua bán kết, ngoại trừ bốn giải đấu từ năm 1987 tới 1993.

## Các trận chung kết và tranh hạng ba
| Năm           | Chủ nhà                                                   |             | Chung kết                | Chung kết     | Chung kết                |                          | Tranh hạng ba            | Tranh hạng ba | Tranh hạng ba |  | Số đội |
| Năm           | Chủ nhà                                                   | Vô địch     | Tỉ số                    | Á quân        | Hạng ba                  | Tỉ số                    | Hạng tư                  |               |               |  | Số đội |
| 1984 Chi tiết | Không có quốc gia đăng cai. Các trận đấu thi đấu hai lượt | · Thụy Điển | 1–0 0–1 (s.h.p.) 4–3 (p) | · Anh         | Đan Mạch và Ý            | Đan Mạch và Ý            | Đan Mạch và Ý            | 4             |               |  |        |
| 1987 Chi tiết | Na Uy                                                     | · Na Uy     | 2–1                      | · Thụy Điển   | · Ý                      | 2–1                      | · Anh                    | 4             |               |  |        |
| 1989 Chi tiết | Tây Đức                                                   | · Tây Đức   | 4–1                      | · Na Uy       | · Thụy Điển              | 2–1 (s.h.p.)             | · Ý                      | 4             |               |  |        |
| 1991 Chi tiết | Đan Mạch                                                  | · Đức       | 3–1 (s.h.p.)             | · Na Uy       | · Đan Mạch               | 2–1 (s.h.p.)             | · Ý                      | 4             |               |  |        |
| 1993 Chi tiết | Ý                                                         | · Na Uy     | 1–0                      | · Ý           | · Đan Mạch               | 3–1                      | · Đức                    | 4             |               |  |        |
| 1995 Chi tiết | Đức                                                       | · Đức       | 3–2                      | · Thụy Điển   | Anh và Na Uy             | Anh và Na Uy             | Anh và Na Uy             | 4             |               |  |        |
| 1997 Chi tiết | Na Uy · Thụy Điển                                         | · Đức       | 2–0                      | · Ý           | Tây Ban Nha và Thụy Điển | Tây Ban Nha và Thụy Điển | Tây Ban Nha và Thụy Điển | 8             |               |  |        |
| 2001 Chi tiết | Đức                                                       | · Đức       | 1–0 (gg)                 | · Thụy Điển   | Đan Mạch và Na Uy        | Đan Mạch và Na Uy        | Đan Mạch và Na Uy        | 8             |               |  |        |
| 2005 Chi tiết | Anh                                                       | · Đức       | 3–1                      | · Na Uy       | Phần Lan và Thụy Điển    | Phần Lan và Thụy Điển    | Phần Lan và Thụy Điển    | 8             |               |  |        |
| 2009 Chi tiết | Phần Lan                                                  | · Đức       | 6–2                      | · Anh         | Na Uy và Hà Lan          | Na Uy và Hà Lan          | Na Uy và Hà Lan          | 12            |               |  |        |
| 2013 Chi tiết | Thụy Điển                                                 | · Đức       | 1–0                      | · Na Uy       | Đan Mạch và Thụy Điển    | Đan Mạch và Thụy Điển    | Đan Mạch và Thụy Điển    | 12            |               |  |        |
| 2017 Chi tiết | Hà Lan                                                    | · Hà Lan    | 4–2                      | · Đan Mạch    | Anh và Áo                | Anh và Áo                | Anh và Áo                | 16            |               |  |        |
| 2022 Chi tiết | Anh                                                       | · Anh       | 2–1                      | · Đức         | Thụy Điển và Pháp        | Thụy Điển và Pháp        | Thụy Điển và Pháp        | 16            |               |  |        |
| 2025 Chi tiết | Thụy Sĩ                                                   | · Anh       | 1-1 (Penalty 3-1)        | · Tây Ban Nha | Đức và Ý                 | Đức và Ý                 | Đức và Ý                 | 16            |               |  |        |

## Thành tích
| Đội         | Vô địch                                            | Á quân                     |
| ----------- | -------------------------------------------------- | -------------------------- |
| Đức         | 8 (1989, 1991, 1995, 1997, 2001, 2005, 2009, 2013) | 1 (2021)                   |
| Na Uy       | 2 (1987, 1993)                                     | 4 (1989, 1991, 2005, 2013) |
| Anh         | 2 (2021,2025)                                      | 2 (1984, 2009)             |
| Thụy Điển   | 1 (1984)                                           | 3 (1987, 1995, 2001)       |
| Hà Lan      | 1 (2017)                                           | –                          |
| Ý           | –                                                  | 2 (1993, 1997)             |
| Đan Mạch    | –                                                  | 1 (2017)                   |
| Tây Ban Nha | –                                                  | 1 (2025)                   |

## Các đội tham dự

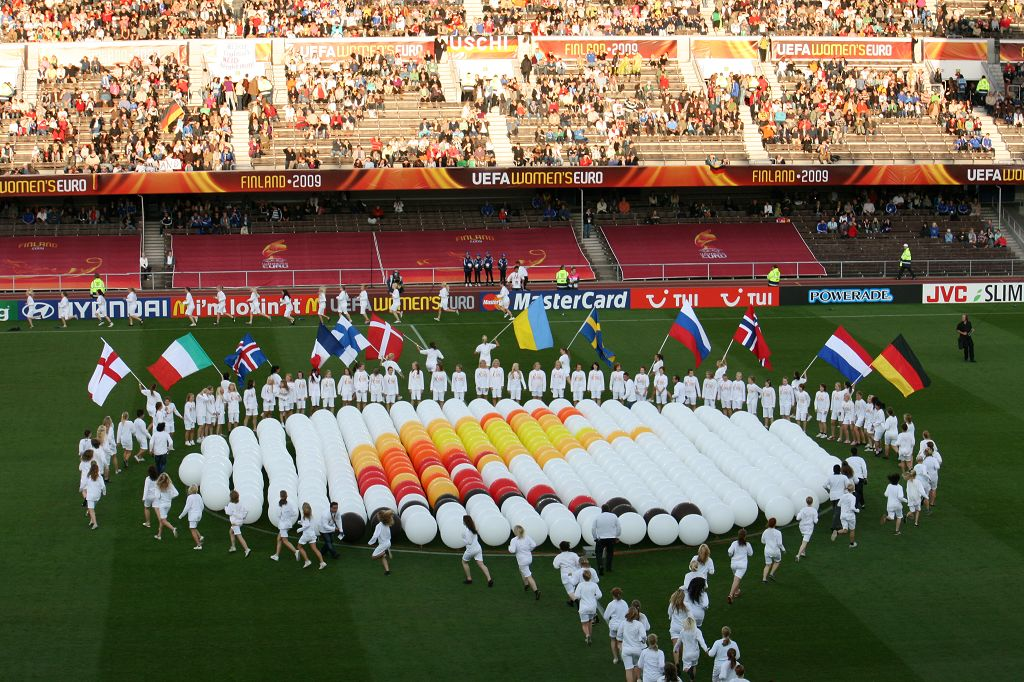
Khai mạc chung kết Euro 2009 tại Helsinki, Phần Lan

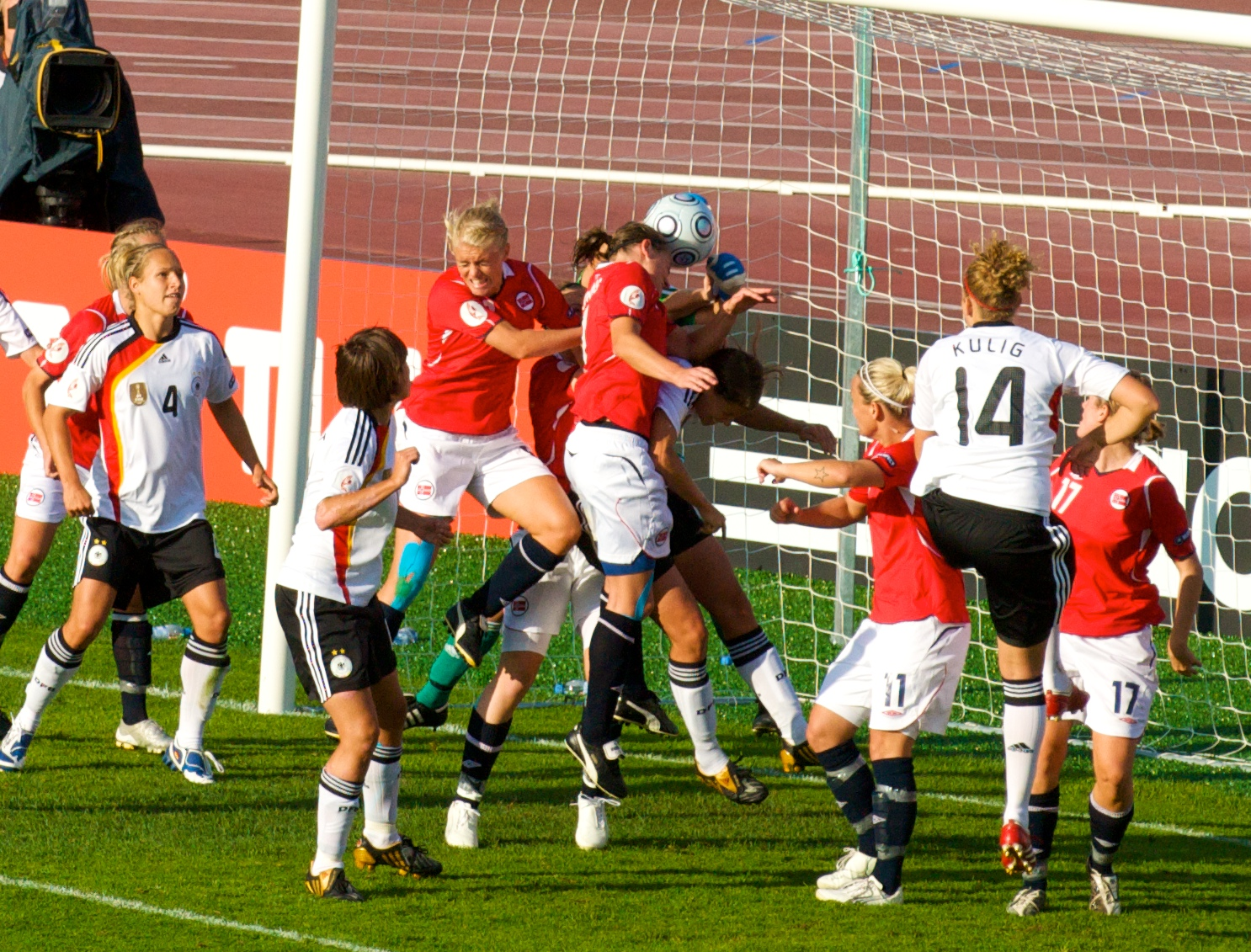
Pha bóng trong trận đấu giữa Đức và Na Uy tại Giải vô địch bóng đá nữ châu Âu 2009 ở Tampere, Phần Lan

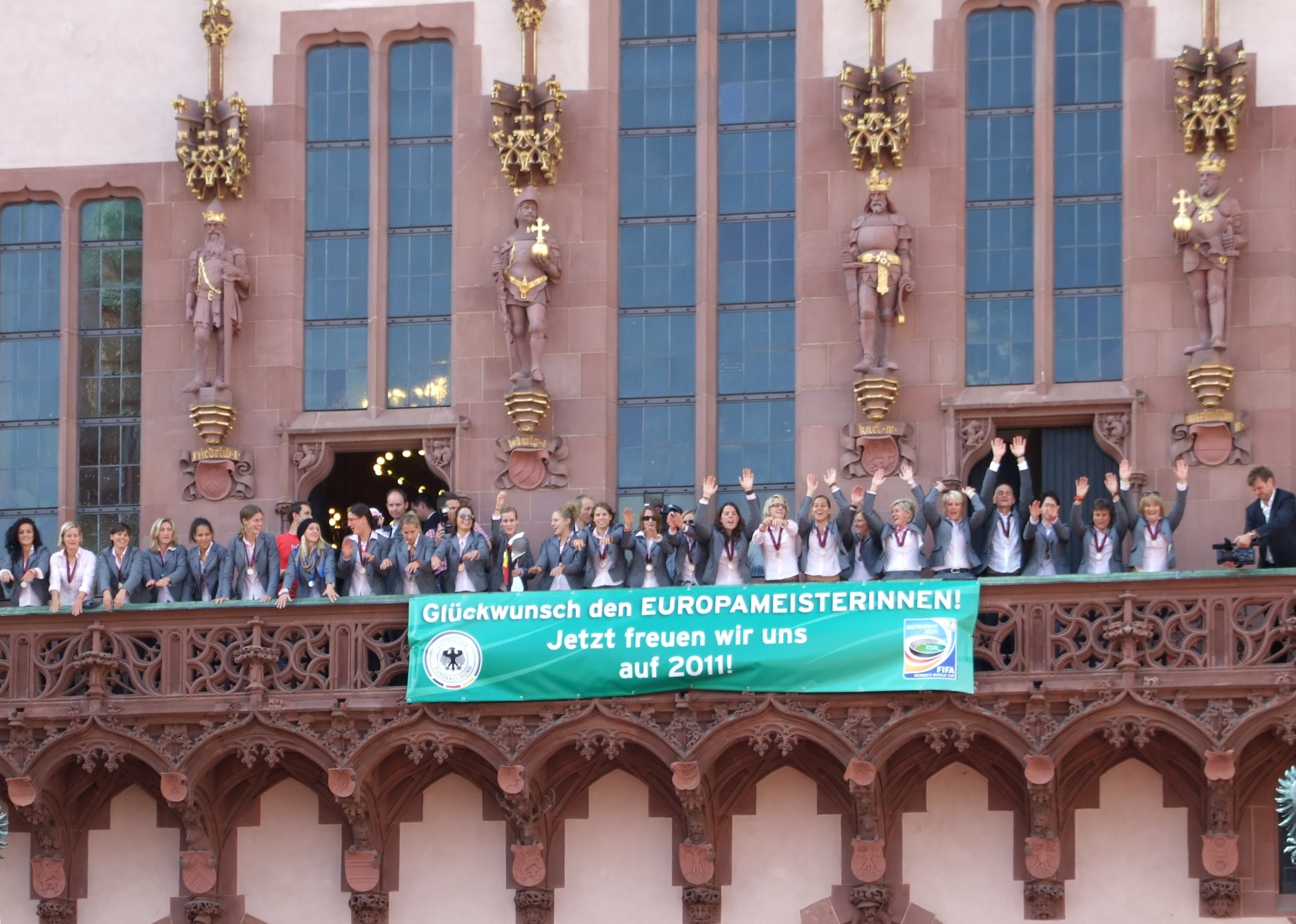
Đội tuyển Đức trên ban-công tòa thị chính "Römer" ở Frankfurt sau khi vô địch Giải vô địch bóng đá nữ châu Âu 2009

### Năm lần đầu tham dự
| Năm  | Đội tham dự lần đầu                   |
| ---- | ------------------------------------- |
| 1984 | Đan Mạch, Anh, Ý, Thụy Điển           |
| 1987 | Na Uy                                 |
| 1989 | Đức                                   |
| 1991 | Không có                              |
| 1993 | Không có                              |
| 1995 | Không có                              |
| 1997 | Pháp, Nga, Tây Ban Nha                |
| 2001 | Không có                              |
| 2005 | Phần Lan                              |
| 2009 | Iceland, Hà Lan, Ukraina              |
| 2013 | Không có                              |
| 2017 | Áo, Bỉ, Bồ Đào Nha, Scotland, Thụy Sĩ |
| 2021 | Bắc Ireland                           |
| 2025 |                                       |

### Thành tích cụ thể
Chú thích
- VĐ – Vô địch
- H2 – Á quân
- H3 – Hạng ba
- H4 – Hạng tư
- BK – Bán kết
- TK – Tứ kết
- VB – Vòng bảng
- •  — Không vượt qua vòng loại
- ×  — Không tham dự
- — Chủ nhà

Trong ngoặc là số đội dự vòng chung kết.
| Đội         | 1984 (4)      | 1987 (4)      | 1989 (4)      | 1991 (4)      | 1993 (4) | 1995 (4) | 1997 (8) | 2001 (8) | 2005 (8) | 2009 (12) | 2013 (12) | 2017 (16) | 2021 (16) | 2025 (16) | Số VCK |
| ----------- | ------------- | ------------- | ------------- | ------------- | -------- | -------- | -------- | -------- | -------- | --------- | --------- | --------- | --------- | --------- | ------ |
| Anh         | H2            | H4            | •             | •             | •        | BK       | •        | VB       | VB       | H2        | VB        | BK        | VĐ        | VĐ        | 9      |
| Áo          | ×             | ×             | ×             | ×             | ×        | ×        | •        | •        | •        | •         | •         | BK        | TK        | CXĐ       | 2      |
| Bắc Ireland | •             | •             | ×             | •             | ×        | ×        | ×        | ×        | ×        | •         | •         | •         | VB        | CXĐ       | 1      |
| Bỉ          | •             | •             | •             | •             | •        | •        | •        | •        | •        | •         | •         | VB        | TK        | CXĐ       | 2      |
| Bồ Đào Nha  | •             | •             | •             | •             | •        | •        | •        | •        | •        | •         | •         | VB        | VB        | CXĐ       | 2      |
| Đan Mạch    | H3            | •             | •             | H3            | H3       | •        | VB       | BK       | VB       | VB        | BK        | H2        | VB        | CXĐ       | 10     |
| Đức         | •             | •             | VĐ            | VĐ            | H4       | VĐ       | VĐ       | VĐ       | VĐ       | VĐ        | VĐ        | TK        | H2        | BK        | 11     |
| Hà Lan      | •             | •             | •             | •             | •        | •        | •        | •        | •        | BK        | VB        | VĐ        | TK        | CXĐ       | 4      |
| Iceland     | •             | ×             | ×             | ×             | •        | •        | •        | •        | •        | VB        | TK        | VB        | VB        | CXĐ       | 4      |
| Na Uy       | •             | VĐ            | H2            | H2            | VĐ       | BK       | VB       | BK       | H2       | BK        | H2        | VB        | VB        | CXĐ       | 12     |
| Nga         | ×             | ×             | ×             | ×             | •        | •        | VB       | VB       | •        | VB        | VB        | VB        | •         | •         | 5      |
| Pháp        | •             | •             | •             | •             | •        | •        | VB       | VB       | VB       | TK        | TK        | TK        | BK        | CXĐ       | 7      |
| Phần Lan    | •             | •             | •             | •             | •        | •        | •        | •        | BK       | TK        | VB        | •         | VB        | CXĐ       | 4      |
| Scotland    | •             | •             | •             |               | •        | •        | •        | •        | •        | •         | •         | VB        | •         | CXĐ       | 1      |
| Tây Ban Nha | ×             | •             | •             | •             | •        | •        | BK       | •        | •        | •         | TK        | TK        | TK        | H2        | 4      |
| Thụy Điển   | VĐ            | H2            | H3            | •             | •        | H2       | BK       | H2       | BK       | TK        | BK        | TK        | BK        | CXĐ       | 11     |
| Thụy Sĩ     | •             | •             | •             | •             | •        | •        | •        | •        | •        | •         | •         | VB        | VB        | H         | 3      |
| Ukraina     | Thuộc Liên Xô | Thuộc Liên Xô | Thuộc Liên Xô | Thuộc Liên Xô | ×        | •        | •        | •        | •        | VB        | •         | •         | •         | CXĐ       | 1      |
| Ý           | H4            | H3            | H4            | H4            | H2       | •        | H2       | VB       | VB       | TK        | TK        | VB        | VB        | BK        | 12     |

Các đội chưa từng tham dự vòng chung kết Euro nữ
 Albania,  Andorra,  Armenia,  Azerbaijan,  Belarus,  Bosna và Hercegovina,  Bulgaria,  Croatia,  Síp,  Séc,  Estonia,  Gruzia,  Hy Lạp,  Hungary,  Ireland,  Kosovo,  Latvia,  Liechtenstein,  Litva,  Luxembourg,  Macedonia,  Malta,  Moldova,  Montenegro,  Ba Lan,  România,  San Marino,  Serbia,  Slovakia,  Slovenia,  Thổ Nhĩ Kỳ,  Wales.

### Thống kê chung
(Tính đến mùa giải 2022)
| Thứ hạng | Đội         | Part | Pld | W  | D | L  | GF  | GA | GD  | Pts |
| -------- | ----------- | ---- | --- | -- | - | -- | --- | -- | --- | --- |
| 1        | Đức         | 11   | 46  | 36 | 6 | 4  | 107 | 27 | +80 | 114 |
| 2        | Thụy Điển   | 11   | 42  | 22 | 6 | 14 | 72  | 47 | +25 | 72  |
| 3        | Na Uy       | 12   | 39  | 16 | 7 | 16 | 51  | 58 | −7  | 55  |
| 4        | Anh         | 9    | 34  | 17 | 3 | 14 | 62  | 53 | +9  | 54  |
| 5        | Pháp        | 7    | 26  | 11 | 8 | 7  | 39  | 34 | +5  | 41  |
| 6        | Đan Mạch    | 10   | 33  | 10 | 8 | 15 | 33  | 46 | −13 | 38  |
| 7        | Hà Lan      | 4    | 18  | 10 | 3 | 5  | 27  | 15 | +12 | 33  |
| 8        | Ý           | 12   | 35  | 8  | 7 | 20 | 38  | 63 | −25 | 31  |
| 9        | Tây Ban Nha | 4    | 16  | 5  | 3 | 8  | 16  | 19 | −3  | 18  |
| 10       | Áo          | 2    | 9   | 4  | 3 | 2  | 8   | 4  | +4  | 15  |
| 11       | Phần Lan    | 4    | 14  | 3  | 3 | 8  | 12  | 27 | −15 | 12  |
| 12       | Bỉ          | 2    | 7   | 2  | 1 | 4  | 6   | 7  | −1  | 7   |
| 13       | Iceland     | 4    | 13  | 1  | 4 | 8  | 7   | 22 | −15 | 7   |
| 14       | Nga         | 5    | 15  | 1  | 3 | 11 | 10  | 31 | −21 | 6   |
| 15       | Thụy Sĩ     | 2    | 6   | 1  | 2 | 3  | 7   | 11 | −4  | 5   |
| 16       | Bồ Đào Nha  | 2    | 6   | 1  | 1 | 4  | 7   | 15 | −8  | 4   |
| 17       | Ukraina     | 1    | 3   | 1  | 0 | 2  | 2   | 4  | −2  | 3   |
| 18       | Scotland    | 1    | 3   | 1  | 0 | 2  | 2   | 8  | −6  | 3   |
| 19       | Bắc Ireland | 1    | 3   | 0  | 0 | 3  | 1   | 11 | −10 | 0   |

## Kỷ lục

### Số khán giả đông nhất
- 87,192 – Anh v Đức, Sân vận động Wembley, London (chung kết 2022)
- 68,871 – Anh v Áo, Old Trafford, Manchester (vòng bảng 2022)
- 41,301 – Đức v Na Uy, Friends Arena, Solna (chung kết 2013)
- 30,785 - Anh v Bắc Ireland, Sân vận động St Mary's, Southampton (vòng bảng 2022)
- 29,092 – Anh v Phần Lan, Sân vận động Thành phố Manchester, Manchester (vòng bảng 2005)
- 28,994 – Anh v Tây Ban Nha, Sân vận động Falmer, Brighton và Hove (tứ kết 2022)
- 28,847 – Anh v Na Uy, Sân vận động Falmer, Brighton và Hove (vòng bảng 2022)
- 28,624 – Anh v Thụy Điển, Bramall Lane, Sheffield (bán kết 2022)
- 28,182 – Hà Lan v Đan Mạch, De Grolsch Veste, Enschede (chung kết 2017)
- 27,445 – Đức v Pháp, Stadium MK, Milton Keynes (bán kết 2022)

### Cầu thủ ghi nhiều bàn nhất qua các giải đấu
| Xếp hạng | Tên cầu thủ         | Vòng chung kết | Vòng chung kết | Vòng chung kết | Vòng chung kết | Vòng chung kết | Vòng chung kết | Vòng chung kết | Vòng chung kết | Vòng chung kết | Vòng chung kết | Vòng chung kết | Vòng chung kết | Vòng chung kết | Tổng |
| Xếp hạng | Tên cầu thủ         | 1984           | 1987           | 1989           | 1991           | 1993           | 1995           | 1997           | 2001           | 2005           | 2009           | 2013           | 2017           | 2022           | Tổng |
| -------- | ------------------- | -------------- | -------------- | -------------- | -------------- | -------------- | -------------- | -------------- | -------------- | -------------- | -------------- | -------------- | -------------- | -------------- | ---- |
| 1        | Inka Grings         |                |                |                |                |                |                |                |                | 4              | 6              |                |                |                | 10   |
| 1        | Birgit Prinz        |                |                |                |                |                | 2              | 2              | 1              | 3              | 2              |                |                |                | 10   |
| 3        | Carolina Morace     | 2              | 1              | 0              | 0              | 1              |                | 4              |                |                |                |                |                |                | 8    |
| 3        | Heidi Mohr          |                |                | 1              | 4              | 1              | 2              |                |                |                |                |                |                |                | 8    |
| 3        | Lotta Schelin       |                |                |                |                |                |                |                |                | 0              | 1              | 5              | 2              |                | 8    |
| 6        | Hanna Ljungberg     |                |                |                |                |                |                | 1              | 2              | 3              |                |                |                |                | 6    |
| 6        | Beth Mead           |                |                |                |                |                |                |                |                |                |                |                |                | 6              | 6    |
| 6        | Alexandra Popp      |                |                |                |                |                |                |                |                |                |                |                |                | 6              | 6    |
| 9        | Melania Gabbiadini  |                |                |                |                |                |                |                |                | 2              | 1              | 2              | 0              |                | 5    |
| 9        | Solveig Gulbrandsen |                |                |                |                |                |                |                | 0              | 3              | 0              | 2              |                |                | 5    |
| 9        | Maren Meinert       |                |                |                |                | 1              | 1              | 1              | 2              |                |                |                |                |                | 5    |
| 9        | Patrizia Panico     |                |                |                |                |                |                | 1              | 2              | 0              | 2              | 0              |                |                | 5    |
| 9        | Pia Sundhage        | 4              | 0              | 1              |                |                | 0              |                |                |                |                |                |                |                | 5    |
| 9        | Jodie Taylor        |                |                |                |                |                |                |                |                |                |                |                | 5              |                | 5    |
| 9        | Lena Videkull       | 0              | 1              | 1              |                |                | 3              |                |                |                |                |                |                |                | 5    |
| 9        | Bettina Wiegmann    |                |                |                | 0              | 0              | 2              | 1              | 2              |                |                |                |                |                | 5    |

### Cầu thủ xuất sắc nhất (Cầu thủ Vàng)
| Năm  | Tên cầu thủ     |
| ---- | --------------- |
| 1984 | Pia Sundhage    |
| 1987 | Heidi Støre     |
| 1989 | Doris Fitschen  |
| 1991 | Silvia Neid     |
| 1993 | Hege Riise      |
| 1995 | Birgit Prinz    |
| 1997 | Carolina Morace |
| 2001 | Hanna Ljungberg |
| 2005 | Anne Mäkinen    |
| 2009 | Inka Grings     |
| 2013 | Nadine Angerer  |
| 2017 | Lieke Martens   |
| 2022 | Beth Mead       |

### Vua phá lưới
| Năm  | Cầu thủ                                             | Số trận | Số bàn thắng |
| ---- | --------------------------------------------------- | ------- | ------------ |
| 1984 | Pia Sundhage                                        | 4       | 4            |
| 1987 | Trude Stendal                                       | 2       | 3            |
| 1989 | Sissel Grude Ursula Lohn                            | 2       | 2            |
| 1991 | Heidi Mohr                                          | 2       | 4            |
| 1993 | Susan Mackensie                                     | 2       | 2            |
| 1995 | Lena Videkull                                       | 3       | 3            |
| 1997 | Carolina Morace Marianne Pettersen Angélique Roujas | 5       | 4            |
| 2001 | Claudia Müller Sandra Smisek                        | 5       | 3            |
| 2005 | Inka Grings                                         | 5       | 4            |
| 2009 | Inka Grings                                         | 6       | 6            |
| 2013 | Lotta Schelin                                       | 6       | 5            |
| 2017 | Jodie Taylor                                        | 6       | 5            |
| 2022 | Beth Mead Alexandra Popp                            | 6       | 6            |